# Жизнь и деяния бессмертного вождя Карагеоргия
«Жизнь и деяния бессмертного вождя Карагеоргия» (серб. Život i dela besmrtnog vožda Karađorđa, Живот и дела бесмртног вожда Карађорђа) или «Карагеоргий» (серб. Карађорђе) — немой сербский фильм режиссёра Ильи Станоевича 1911 года. Является первым полнометражным сербским фильмом.
Сам режиссёр также участвовал в фильме в качестве актёра. Фильм снимался в августе-сентябре 1911 года. Продюсером фильма стал Светозар Боторич.
Сюжет фильма повествует о жизни сербского вождя начала XIX века Карагеоргия, которого сыграл Милорад Петрович, и базируется на исторических и биографических фактах, постановке Милоша Светича и сербском народном стихотворении «Начало восстания против дахиев».
Премьера фильма состоялась в 23 октября 1911 года. Фильм получил положительные отзывы. Повторно был выпущен в прокат в 1925 году. Фильм был утерян после 1928 года, когда картина была показана сербским эмигрантам в США, однако был найден в 2003 году в Австрии. Он был восстановлен и транслировался по сербскому телевидению.

## Сюжет
Действие фильма начинается в, ещё зависимой от Османской империи, Сербии.
Фильм начинается сценой убийства, ещё юным Карагеоргием Петровичем (актёр Милорад Петрович), одного из турецких воинов (актёр Илья Станоевич). Затем, юнец убивает и своего отца, когда тот отказывается ехать с ним в империю Габсбургов после неудачного восстания против Османской турецкого владычества.
Позже, Карагеоргий возвращается в Сербию, где он отклоняет предложение возглавить Первое сербское восстание. Однако, потом он все-таки принимает это предложение. Во время восстания он погибает от руки Вужицы Вулицевича (актёр Илья Станоевич), крестного отца Карагеоргия и агента сербского революционера (а позже, и князя) Милоша Обреновича.
В конце идет сцена, где ставится памятник Карагеоргию (съемка датируется примерно 1913 годом).

## Список актеров
| \| Актёр \| Роль \| \| ------------------- \| ------------------------------------------------------- \| \| Милорад Петрович \| лидер Первого Сербского восстания Карагеоргий Петрович \| \| Илья Станоевич \| Турецкий воин; Вужица Вулицевич \| \| Сава Тодорович \| турецкие сановники \| \| Драголюб Сатирович \| Хайдук Велько \| \| Вукосава Журкович \| мать Карагеоргия \| \| Добрика Милутинович \| организатор Первого Сербского восстания Джанко Катич \| \| Александр Милоевич \| организатор Первого Сербского восстания Матея Ненадович \| Фильм смонтирован в Парижском отделении студии «Pathé». Фильм выпущен с длительностью 90 минут и с названием «Жизнь и деяния бессмертного вождя Карагеоргия» (серб. Život i dela besmrtnog vožda Karađorđa, Живот и дела бесмртног вожда Карађорђа). Премьера фильма состоялась в 23 октября 1911 года в отеле «Париж». Таким образом, фильм стал первой сербской полнометражной картиной. Позже, фильм демонстрировался с укороченным названием «Карагеоргий» в Смедерево, Нише и Валиево в 1912, в Скопье в 1915 и в Сараево в 1919 году. В 1925 году фильм был повторно выпущен в прокат в Белграде. Известно, что фильм в Сербии имел коммерческий успех. Они предполагают, что сербское правительство рассматривало фильм как способ «восстановления мифа» о его главном герое и основателе, недавно закрепившей свою власть, династии Карагеоргиевичей. После того, как копия фильма была найдена, профессор Невена Дакович рассмотрела фильм с современной точки зрения, описывая его так: С сегодняшней точки зрения, это такое же произведение искусства, исторический спектакль с живыми картинамм, <…> эмоционально выраженные интертитры. Предвидение схожести с сербскими историческими постановками 1930-х годов, фильм разжигает национальные чувства и сознание, <…> прославляет и делает мифом прошлое <…>. Историк Властимир Сударь описал фильм, как «продвинутый на то время», называя фильм «масштабной эпопеей об историческом событии с большой долей мифов». Фильм в последний раз был показан в 1928 году сербским эмигрантам в США. Копия фильма существовала до 1947-48 годов, пока не была уничтожена её владельцем (копия была сброшена в Дунай), дабы избежать преследования коммунистическими властями, в то время уже закрепившихся в Югославии после ссылки Карагеоргивичей во время Второй Мировой войны. На многие десятилетия картина стала считаться утерянной, однако копия фильма была найдена в архивах Австрии в 16 июля 2003 года Александром Ердельяновичем и Радославом Зеленовичем от имени Югославского Архива Фильмов. Они затратили 3000 часов (или же 125 суток) на реставрацию ленты, которая была немного повреждена из-за влажности, которая поддерживалась на складе. Если оригинальная версия была метражом в 1800 метров, то найденная копия была значительно короче. Также, не было интертитров. По словам Ердельяновича, он и Зеленович смогли восстановить от 80 до 90 процентов ленты. В итоге, реставрированная версия получилась длительностью в 62 минуты. После реставрации, впервые за 75 лет, фильм был показан по сербскому телевидению. 1. 2. 3. 4. 5. 6. 7. 8. 9. 10. 11. - Дакович, Невена (2010) «Воспоминания на прошлом и настоящем» (англ.). ISBN 978-90-272-3458-2. - Норрис, Дэвид А. (2009) «Белград: Культурная история» (англ.). ISBN 978-0-19-970452-1. - Сударь, Властимир (2013) «Жизнь и творчество Александра Петровича» (англ.). ISBN 978-1-84150-545-9. - «Restaurisana kopija filma Karađorđe» (сербо-хорв.). 26 ноября 2011 - Козанович, Деян «Karađorđe u bioskopu» (сербо-хорв.). 12 февраля 2004 - Максивович, Д. «Završena potraga za Crnim Đorđem» (сербо-хорв.). 7 октября 2003 - Миливоевич, В. «Filmski Lepenski vir» (сербо-хорв.). 10 февраля 2004 - Вукелич, Милан «Sa „Karađorđem“ je srpski film bio na evropskom vrhu 1911.» (сербо-хорв.) - Жизнь и деяния бессмертного вождя Карагеоргия (англ.) на сайте Internet Movie Database |                                                         |
| Актёр | Роль                                                    |
| Милорад Петрович | лидер Первого Сербского восстания Карагеоргий Петрович  |
| Илья Станоевич | Турецкий воин; Вужица Вулицевич                         |
| Сава Тодорович | турецкие сановники                                      |
| Драголюб Сатирович | Хайдук Велько                                           |
| Вукосава Журкович | мать Карагеоргия                                        |
| Добрика Милутинович | организатор Первого Сербского восстания Джанко Катич    |
| Александр Милоевич | организатор Первого Сербского восстания Матея Ненадович |